# Upper memory area

Області пам'яті IBM PC. Пам'ять пристроїв PCI, що як правило розташована між третім і четвертим гігабайтом, не показано.

Upper Memory Area (UMA), Upper Memory Blocks (UMB), неформально верхня пам'ять — 384 кілобайт пам'яті, розташовані після основної пам'яті за адресами від А000016 (640 Кб) до FFFFF16 (1024 Кбайт, 1 Мбайт). Особливість архітектури IBM PC.
IBM зарезервувала верхню область пам'яті свого комп'ютера IBM PC для ПЗП материнської плати і додаткових пристроїв і ОЗП, а також портів введення-виведення, адресованих як пам'ять (Memory — Mapped Input/Output). Ця область пам'яті називається UMA.
Наприклад, в цій області пам'яті знаходяться оперативна і постійна пам'ять EGA-сумісного відеоконтролера і вікно відображення розширеної пам'яті.
Верхня пам'ять умовно розділена на три області по 128 Кбайт. Стандартний розподіл верхньої пам'яті виглядає таким чином:
- A0000h ... BFFFFh — відведено під відеопам'ять, найчастіше використовується не повністю.
- C0000h ... DFFFFh — відведено для BIOS адаптерів (Adapter ROM, Adapter RAM).
- E0000h ... FFFFFh — відведено під використання системного BIOS, але в більшості випадків використовується не повністю (найчастіше зайняті останні 64 Кбайт).